# Schleißheimer Kanal

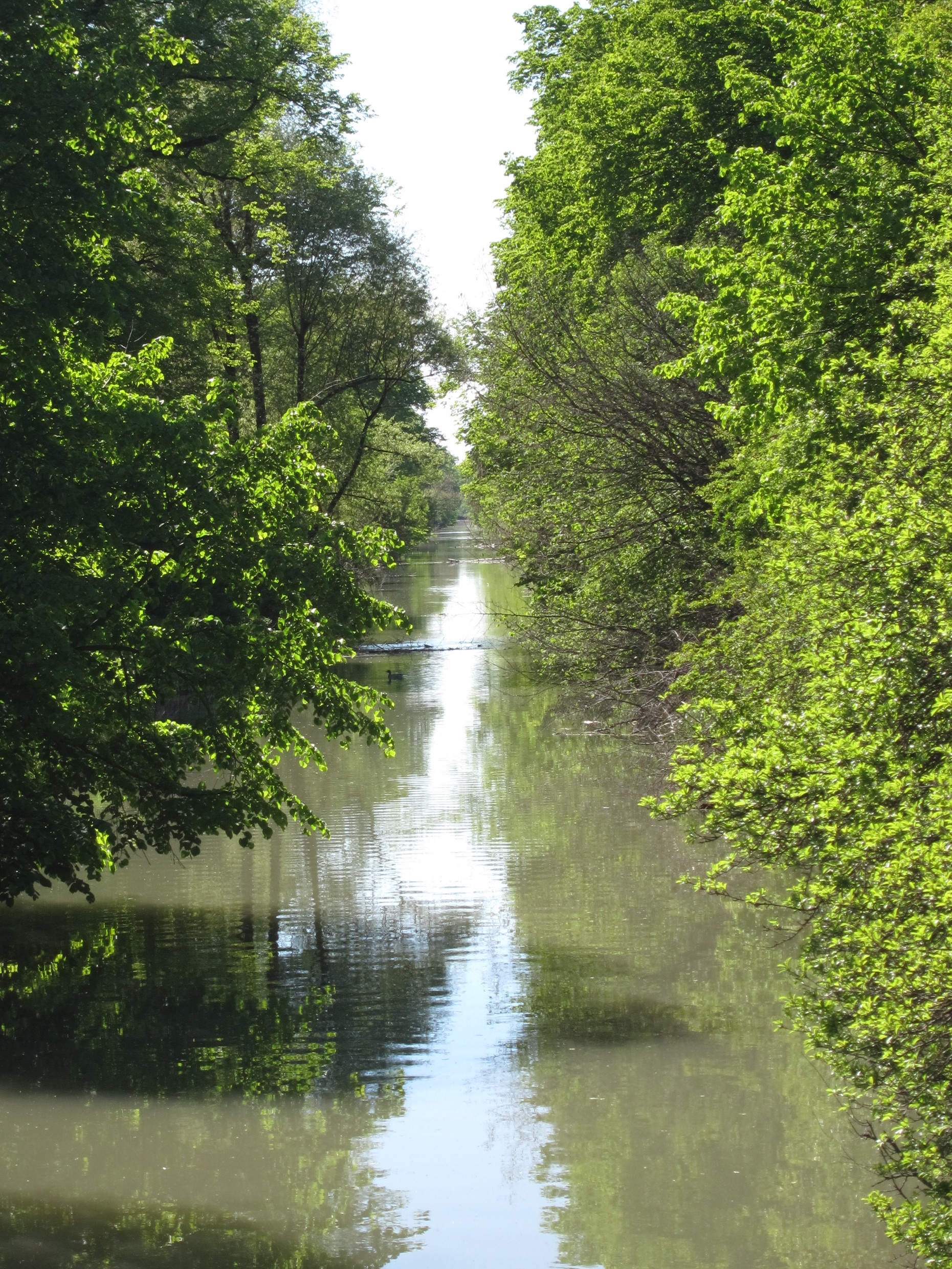
Schleißheimer Kanal zwischen Hochbrück und Schloss Lustheim

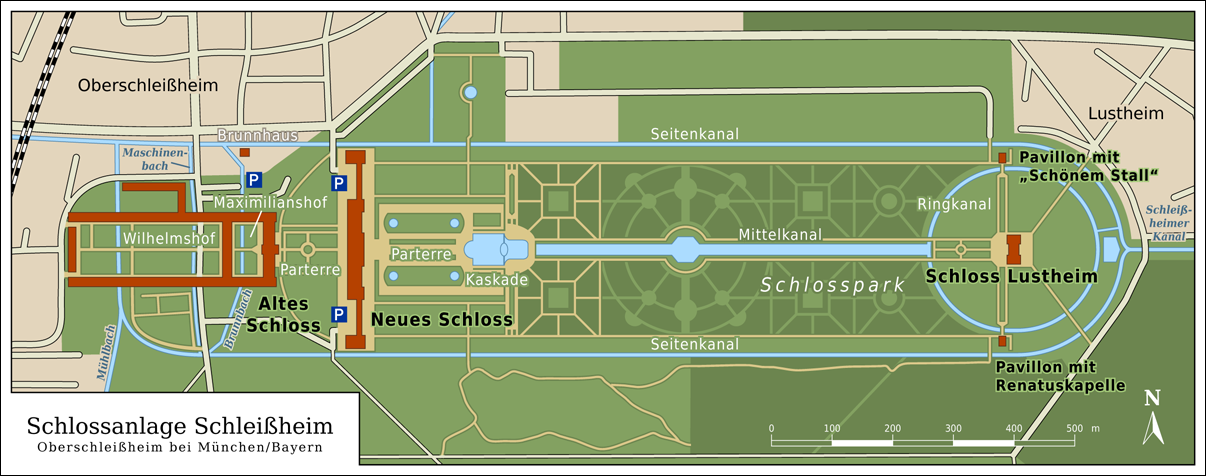
Verlauf des Schleißheimer Kanals auf dem Gelände der Schlossanlage Schleißheim

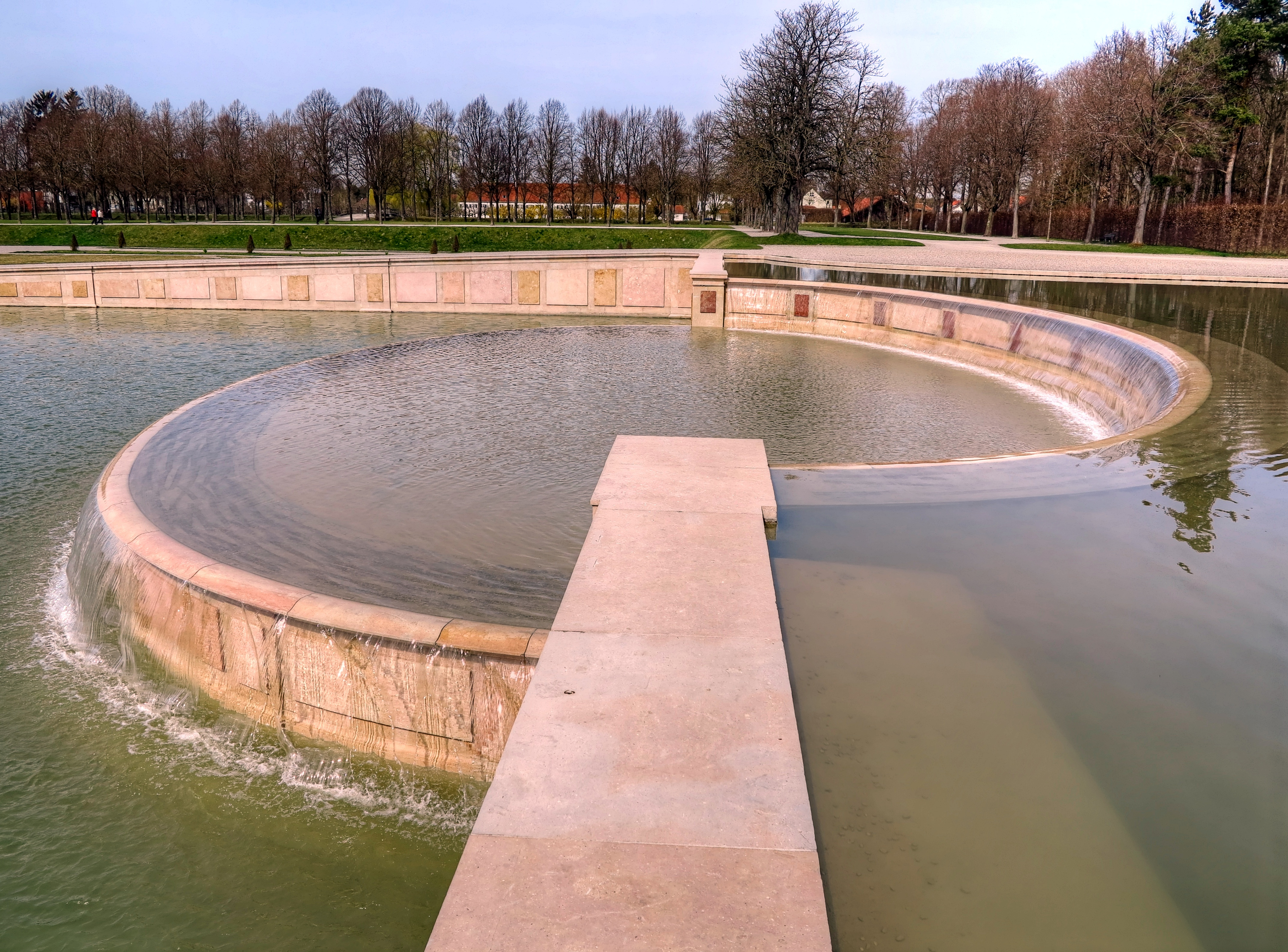
Zentrales Becken in der Schlossanlage

Der Schleißheimer Kanal (im ersten Teilstück auch Dirnismaninger Kanal und in Oberschleißheim auch Isar-Garchinger Kanal genannt) leitet als Teil des Nordmünchner Kanalsystems Wasser aus der Isar zur Schlossanlage Schleißheim.

## Geschichte
Der Kanal wurde 1689 von Enrico Zuccalli, dem Hofbaumeister des Kurfürsten Maximilian II. Emanuel (kurz Max Emanuel) angelegt, um Schloss Lustheim, insbesondere aber das geplante Neue Schloss und den Hofgarten  mit Wasser zu versorgen. Außerdem diente er dazu, die großen Mengen an Baumaterialien für den Bau des Neuen Schlosses heranzuschaffen.

## Historischer Verlauf
Der Schleißheimer Kanal begann in München im Englischen Garten unmittelbar südlich des Aumeisters, wo Wasser aus dem Schwabinger Bach, einem Nebenarm der Isar, in den neuen Kanal eingeleitet wurde. Ebenfalls beim Aumeister spaltete sich der Mühlbach vom Schwabinger Bach ab, floss im Wesentlichen parallel zum Schleißheimer Kanal durch die Isarauen und als Garchinger Mühlbach zur weiter nördlich gelegenen Garchinger Mühle und von dort nach insgesamt etwa 9 km wieder in die Isar. Der Schwabinger Bach mündete schon bei Fröttmaning in die Isar.
Die sich aus drei absolut geraden Strecken zusammensetzende Trasse ist wesentlich länger als die Luftlinie von nur 7,7 km, führte aber möglicherweise zu weniger Aushub als bei einer direkten Trasse. Außerdem ist zu berücksichtigen, dass  man nur die damals schon rund 125 Jahre alten Karten zur Verfügung hatte, die aus der von Philipp Apian 1563 erstellten Großen Karte von Bayern abgeleitet worden waren, die aber keinerlei exakte Geländeformen oder gar Höhenlinien enthielten. Bemerkenswert ist, dass die erste Gerade bis Dirnismaning exakt auf den Freisinger Domberg zuläuft, während die zweite Gerade sich ebenso exakt vom Turm der Pfarrkirche St. Johann Baptist in Ismaning auf dem gegenüberliegenden Isarhochufer wegbewegt. Diese zweite Gerade führt so weit, bis sie sich in dem damals kontur- und markierungslosen Gelände mit dem von Schloss Lustheim herangeführten dritten Abschnitt trifft, der als Sichtachse von Schloss Lustheim auf den Turm von St. Katharina in Garching bei München zuläuft. An dem Knick zwischen der ersten und zweiten Geraden lag der Garchinger Hafen, eine Verladestelle, auf der über Lastkarren angeliefertes Baumaterial auf Lastkähne verladen wurde.

## Heutiger Verlauf

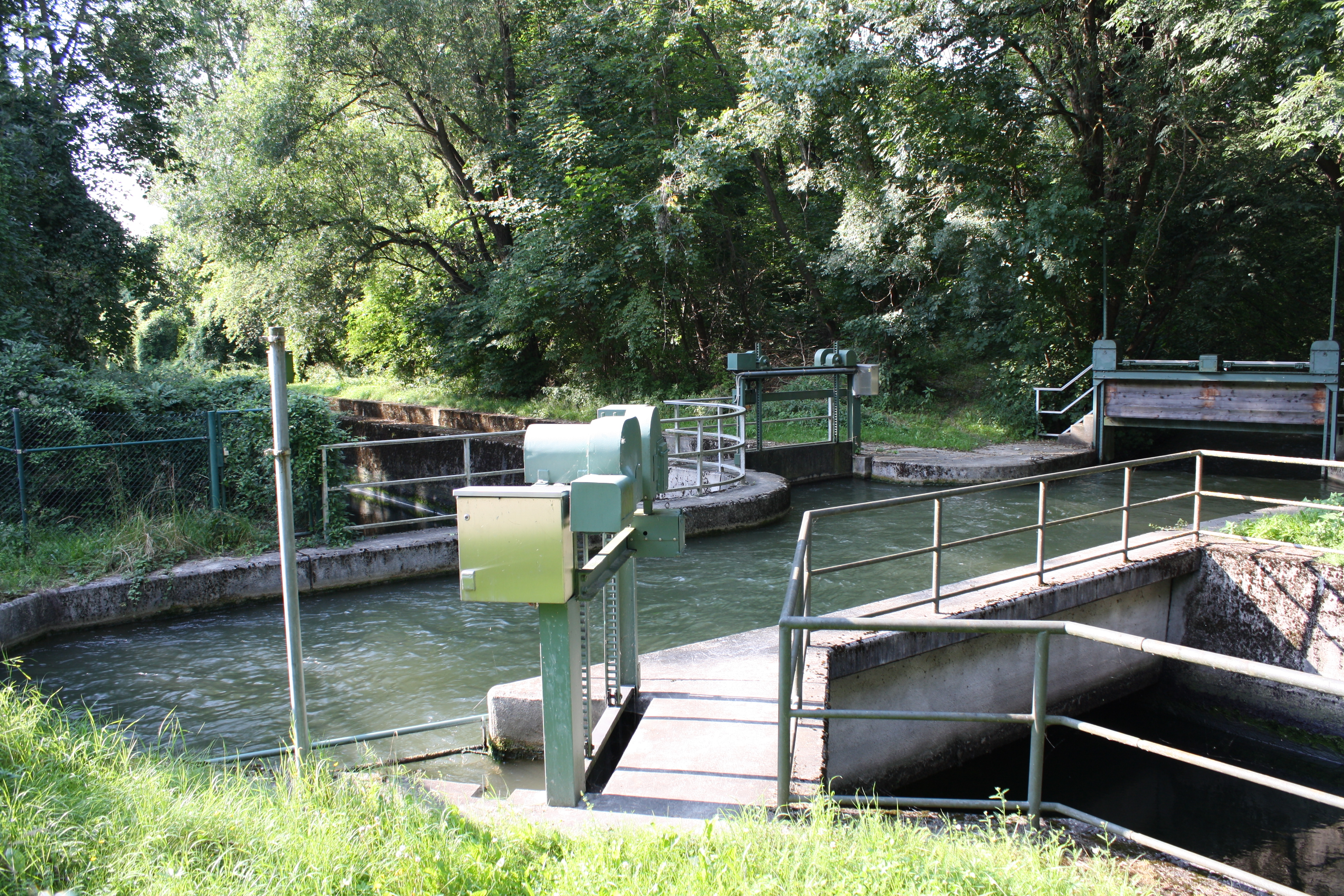
Heutiger Beginn des Schleißheimer Kanals

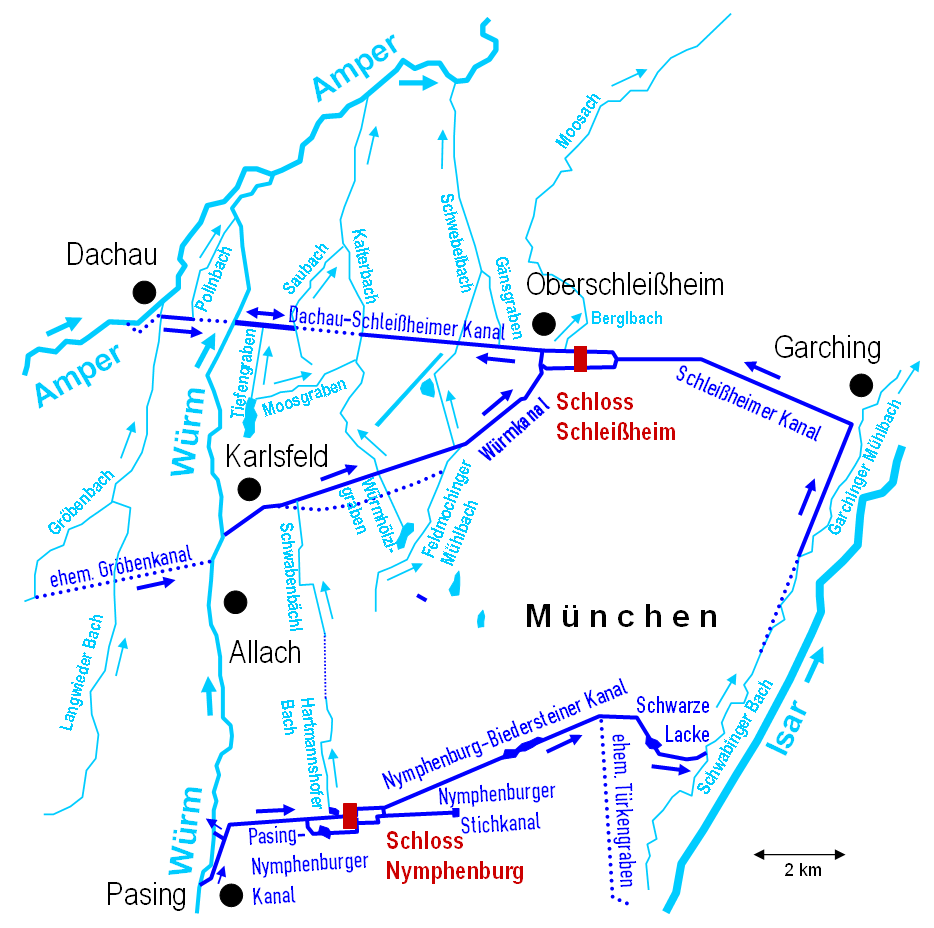
Kartenskizze: Nordmünchner Kanalsystem

Heute fließt der Schwabinger Bach beim Aumeister geradeaus in das Bett des Schleißheimer Kanals und wird Mühlbach genannt, während ein geringer Teil des Wassers über ein Überlaufwehr in das Bett des früheren Schwabinger Baches läuft. Der regulierte Mühlbach benutzt gegenüber der ursprünglichen Trasse des Schleißheimer Kanals eine etwas nach Osten verschobene Trasse bis zum nördlichen Ende des ehemaligen Familienbads Floriansmühle und läuft dann in einem eigenen, leicht gewundenen Bett bis zu der Abflussregulierungsstelle gegenüber der Kläranlage Großlappen. An diesem Kanal-Ab- und Überleitungsbauwerk am Notauslass wird Wasser in einer Betonrinne aus dem Mühlbach in den ursprünglichen Schleißheimer Kanal geleitet; hier beginnt der Garchinger Mühlbach. Abgesehen von der Durchleitung unter der Autobahn 99 folgt der Kanal von nun an seinem alten Bett. Somit beginnt der heutige Schleißheimer Kanal an diesem Bauwerk etwa 2,7 km nördlich seines ursprünglichen Anfangs.
Der Schleißheimer Kanal verläuft zunächst rund 3,5 km nach Nordnordosten bis in die Gegend von Dirnismaning, biegt dort fast rechtwinklig nach Westnordwesten ab, um nach 3,7 km nach Westen zu der noch 1,8 km entfernten Schlossanlage abzubiegen und auf dieser letzten Strecke die östliche Sichtachse von Schloss Lustheim zu bilden.  Der insgesamt rund 12 km lange Kanal verliert auf dieser Strecke ungefähr 14 m Höhe, was einem Gefälle von etwa 1:900 entspricht und dem Kanal eine Fließgeschwindigkeit von weniger als 2 km/h verleiht. Während der Mühlbach beim Aumeister noch knapp unter dem Geländeniveau liegt, führt das gleichbleibende Gefälle dazu, dass der Kanal nach etwa drei Kilometern zwischen Dämmen geführt wird und in dem Winkel bei Dirnismaning gut zwei Meter über Grund liegt. Erst weiter westlich steigt der Grund zunächst so weit an, dass der Kanal wieder in einem Graben verläuft, um am Schloss Lustheim schließlich knapp unterhalb der Rasenfläche anzukommen.
Dort teilt er sich in den Ringkanal, der kreisförmig um Schloss Lustheim herum und dann in der Mittelachse des Schlosses zur Kaskade fließt, sowie den nördlichen und südlichen Schlosskanal, die seitlich am Schlosspark vorbeifließen. Vom nördlichen Schlosskanal wird der Berglbach gespeist, der in die Moosach fließt. Der südliche Schlosskanal biegt am Westende des Alten Schlosses nach Norden ab, durchläuft den Wilhelmshof und vereinigt sich nördlich des Alten Schlosses wieder mit dem nördlichen Schlosskanal. Der kurze, nach Norden verlaufende Abschnitt des Kanals wird auch  Mühlbach genannt, hier mündet der Würmkanal in den Schleißheimer Kanal. Von der Vereinigungsstelle beider Schlosskanäle aus läuft der Kanal nach Westen Richtung Dachau. Dieser Kanalabschnitt wird daher als Dachau-Schleißheimer Kanal bezeichnet.

## Diverses
Im mittleren Abschnitt des Kanals unterquert der Kanal die Autobahn A9. An dieser Stelle wurde die Sichtachse erhalten, indem der Lärmschutzwall durch eine Glaswand unterbrochen wurde.
An der Stelle, an der die Ingolstädter Landstraße bzw. die heutige B 13 den Kanal überquert bzw. an der der Kanal auf die Mittelachse der Schlossanlage trifft, wurde eine hochgewölbte, zunächst als Ingolstater Pruggen und später als Hohe Brücke bezeichnete Brücke über den neuen Kanal gebaut, von der sich der Name des späteren Ortes Hochbrück ableitet (Straßenname Hohe-Brücken-Straße südlich parallel zum Kanal).
Der RadlRing München führt zwischen dem Garchinger Hafen und der Schlossanlage Schleißheim am Schleißheimer Kanal entlang.
Der Schleißheimer Kanal ist ein Gewässer Dritter Ordnung. Er ist bis zum Nordende des Floriansmühle-Bades und ab Großlappen als Baudenkmal geschützt.
Da der Nymphenburg-Biedersteiner Kanal oberhalb des Abzweigs des Schleißheimer Kanals in den Schwabinger Bach mündet, führt der Schleißheimer Kanal auch Wasser aus der Würm zurück in Richtung Würm.